# Гізятово
Гізя́тово (рос. Гизятово, башк. Ғиззәт) — присілок у складі Нурімановського району Башкортостану, Росія. Входить до складу Новокулевської сільської ради.
Населення — 30 осіб (2010; 48 у 2002).
Національний склад:
- татари — 87 %